# Jacques Demarcq
Jacques Demarcq (1946, Compiègne) es un poeta y un traductor francés.

## Biografía
Jacques Demarcq nació en 1946 en la periferia de Compiègne. Fue una región amada por Gérard de Nerval y sus relatos le traían, aprendía a apaciguar un paisaje que le era familiar sin que sintiese pertenecerle : era un citadino por los grandes parientes, tío y tía, que lo elevaban. (…) Nada de razonable me liga mi destino a Nerval (…) sino sus textos…» Sí efectivamente el recuerdo de Nerval y del Valois es presente en varios textos de Jacques Demarcq, por ejemplo en el libro de la ópera El Aire del agua

## Los Zozios
En 2008, Jacques Demarcq publica su obra mayor : Los Zozios, un libro de poesía de 344 páginas, y que es la fruta del trabajo de veinte años. La cuarta página de cobertura presente al autor como un « traductor de pájaros y de literatura… Hacía falta encontrar una échappatoire con un antropocentrismo real. Porqué no los pájaros ? El Índice avium que acompaña el volumen enumera los nombres de algunas 260 variedades de pájaros, cuyos trinos, Jacques declara haber escuchado y « traducido » el canto. Ejemplo : « teck-trui : fruta seca, la bec tari ! tío / instruyo-ti / esto t-a-decir : imituitive ! tihouiti / tú copépies no importa cui-cui en simili-mélo / esto rémotive los aires mollis… »

## Publicaciones (poesía y ficción)

### El ciclo de losZozios
- El Aire del agua, una ópera » (ilustrado por Colette Deblé), París, ediciones Jean-Michel Ubica, 1985.
- El Tremlett Estrasburgo, ediciones La Chaufferie, 1998.
- Chin Oise Rías  (dibujos de Daniel Schlier), Beauvais : editábamos G G, 2000.
- Cuentos z’a dicción, Chambéry, ediciones Comp’Act, 2002.
- Fuera de-Suelo (con Dominique Meens), ediciones Comp’Act, colección La Polygraphe, 2004.
- Rimbaud x 9, ediciones Elne : Voces, Vientos contrarios, 2005.
- Los Zozios (con CD 58’, « Golpe de cœur » de la Academia Charles-Cros) ediciones NOS, 2008
- La Vida volatile, Nantes : ediciones de los Astilleros, 2008.
- Nervaliennes, París : ediciones Corti, 2010.

### El ciclo de «Antes-callar»
- Una Canción, Roma, Muro Torto, 1979.
- Últimos Sonnets, París : Mapa Blanco, 1983.
- El Baile de la espalda, Xonrupt-Longemer, Æncrages & C°, 1988.
- Si mi tía, Rennes : Wigwam, 2009.
- Antes-callar, novela en verso, Caen, ediciones NOS, 2013.

### Demás
- Retrato presunto (lithos de Marc Charpin), Asnières/Oise, ediciones de Royaumont, 1998.
- A la cama, woupp ! Hollywood, París, ediciones Al ﬁguré, 1999.
- Loca Genèse, Romainville, ediciones Pasaje de tintas, 2008.
- Infolao, Romainville, ediciones Pasaje de tintas, 2010.
- Dictemos de émoi, Merville, ediciones De la tarde a la mañana, 2012.

### Traducciones
- William Carlos Williams, El Elefante de mar, Roma, ediciones Mapa Blanca, 1981.
- E. E. Cummings, 95 Poemas, con una préface, París, ediciones Flammarion, 1983; reeditado a las ediciones del Umbral, colección Punto/Poesía, 2006.
- David Antin, Poemas hablados (con J. Darras, D. Dormoy, J. Roubaud), ediciones de Royaumont, 1984.
- Valentino Zeichen, Poesías de abordaje (con la colaboración de Adriana Pilia), ediciones Royaumont, 1989.
- Milo De Angelis, Lo que cuento a las sillas (con una préface Adriana Pilia), ediciones de Royaumont, 1989.
- Andrea Zanzotto, los pâques (con TIENE. Pilia, tr, y préface de Christian Prigent), ediciones NOS, 1999  (ISBN 2-913549-00-4) ; reedición aumentada de las miradas los hechos y senhal (con una postface), ediciones NOS, 2004
- E. E. Cummings, La Guerra, Impresiones (con una postface), Gérardmer, ediciones Æncrages, 2001.
- E. E. Cummings, yo: seis inconférences (con una postface), Salva, ediciones Clémence Invierno, 2001.
- E. E. Cummings, Cuentos de fées, 16 Poemas infantiles (postface, gouaches de Macha Poynder), Salva, ediciones Clémence Invierno, 2002 (premio del Petit Gaillon 2003).
- Gertrude Stein, Tiernos Botones, ediciones NOS, 2005
- E. E. Cummings, Retratos I (con una postface), Baume-las-Señoras, ediciones Æncrages, 2007.
- E. E. Cummings, hacen 5 (tr. y postface), ediciones NOS, 2011   (ISBN 978-2-913549-56-2)
- E. E. Cummings, No Thanks (tr. y postface), ediciones NOS, 2011   (ISBN 978-2-913549-60-9)
- Gertrude Stein, Retratos singulares, París, ediciones RMN, 2011.
- Jonah Winter, Gertrude es Gertrude es Gertrude, París, ediciones RMN, 2011.
- E. E. Cummings, Érotiques (con una postface), París : Seghers, 2012.
- E. E. Cummings, 1 X 1 (con una postface), Toulon, La Nerthe, 2013
- Jonathan Williams, Retratos de América (introducción de Rachel Stella), Caen, éd. NOS, nov. 2013.

## Arte ydiseño

### Libros
- El Arte, la granja, Saint-Michel en Thiérache : editábamos Saint-Michel, 1987.
- De las Abadías, la Revolución, (dirección con Bernard Plongeron), Saint-Michel en Thiérache : editábamos Saint-Michel 1989.
- Dibujo de una colección, Amiens, Saint-Michel en Thiérache : editábamos Saint-Michel de la Frac-Picardía, 1991.
- De diseño designS, una jornada en la vida de los objetos (dirección), Estrasburgo, Saint-Michel en Thiérache, ediciones Saint-Michel ESAD, 2003.

### Colaboración a publicaciones colectivas
- ‘Questo giovanne punto interrogativo’ E. E. Cummings, in Poesia total, 1897-1997, Mantua, Parise, 1998, volumen I, p. 267-271.
- El espacio de la página, entre vacío y lleno, in Nacimiento de las escrituras : la página, BnF, 1999, p. 65-103, y La relación texto imagen, p. 163-187.
- La foudre, Mademoiselle, in Una œuvre de Hubert Duprat , Marsella, ediciones Muntaner, 2008, p. 13-20.

### Principales traducciones
- Giulio Carlo Argan, Los Collages de Magnelli , París, Centre Pompidou, 1986.
- Ezio Manzini, La Materia de la invención, París, Centre Pompidou, 1989.
- Lanza Knobel,  De diseño interior internacional, París, ediciones Hazan, 1989.
- Frank O. Gehry, Proyectos en Europa, Centre Pompidou, 1991.
- Paolo Galluzi, Las Ingenieras de la Renacimiento, de Brunelleschi a Leonardo da Vinci, Florence, ediciones Giunti, 1995.
- Isabella Rossellini, Looking at me, París, edición del Coleccionista, 2002.
- Barbara Rosa, Rauschenberg, se and off the wall, Niza, ediciones Mamac, 2005.
- Barbara Rosa, El Arte después de la ﬁn del arte, París, Galería Ropac, 2008.